# Orde de Cava
L'Orde de Cava, estrictament Congregació de Cava de' Tirreni, en llatí Ordo Cavensis, era un orde monàstic que volia tornar al rigor original de la Regla de Sant Benet, formant part, tot i que era autònom, de l'orde benedictí. El 1497 es va integrar a la Congregació de Santa Justina de Pàdua, desapareixent com a orde autònom.

## Història
Es va originar a l'Abadia de la Santíssima Trinitat de' La Cava, que havia fundat el noble Alferi Pappacarbone (avui Sant Alferi) en 1011 quan va retirar-se a fer vida eremítica a una cova de Cava de' Tirreni (Campània). Els seguidors d'Alferi, que van aplegar-se al seu voltant, van formar la primera comunitat d'eremites i va donar origen a la fundació de l'abadia, que es va posar sota la Regla de Sant Benet.
Fou el tercer abat de La Cava, Pere I, nebot del fundador, qui amplià el monestir i va fundar una congregació monàstica a la que s'adheriren altres abadies benedictines, formant l'anomenat Ordo Cavensis o Orde de Cava, difós per la Itàlia meridional. Ja al gener de 1072 el príncep de Salern, Gisulf II, donà alguns monestirs al de Cava. Durant l'abadiat de Pere I (1078-1123), es configurà la congregació sobre el model de la Congregació de Cluny, on Pere s'havia format. Afavorida pels prínceps de Salern, l'orde va comptar amb centenars d'esglésies i monestirs; el mateix Pere I va fer professar més de tres mil monjos, i Urbà II va visitar l'abadia en 1092, consagrant-ne la basílica.

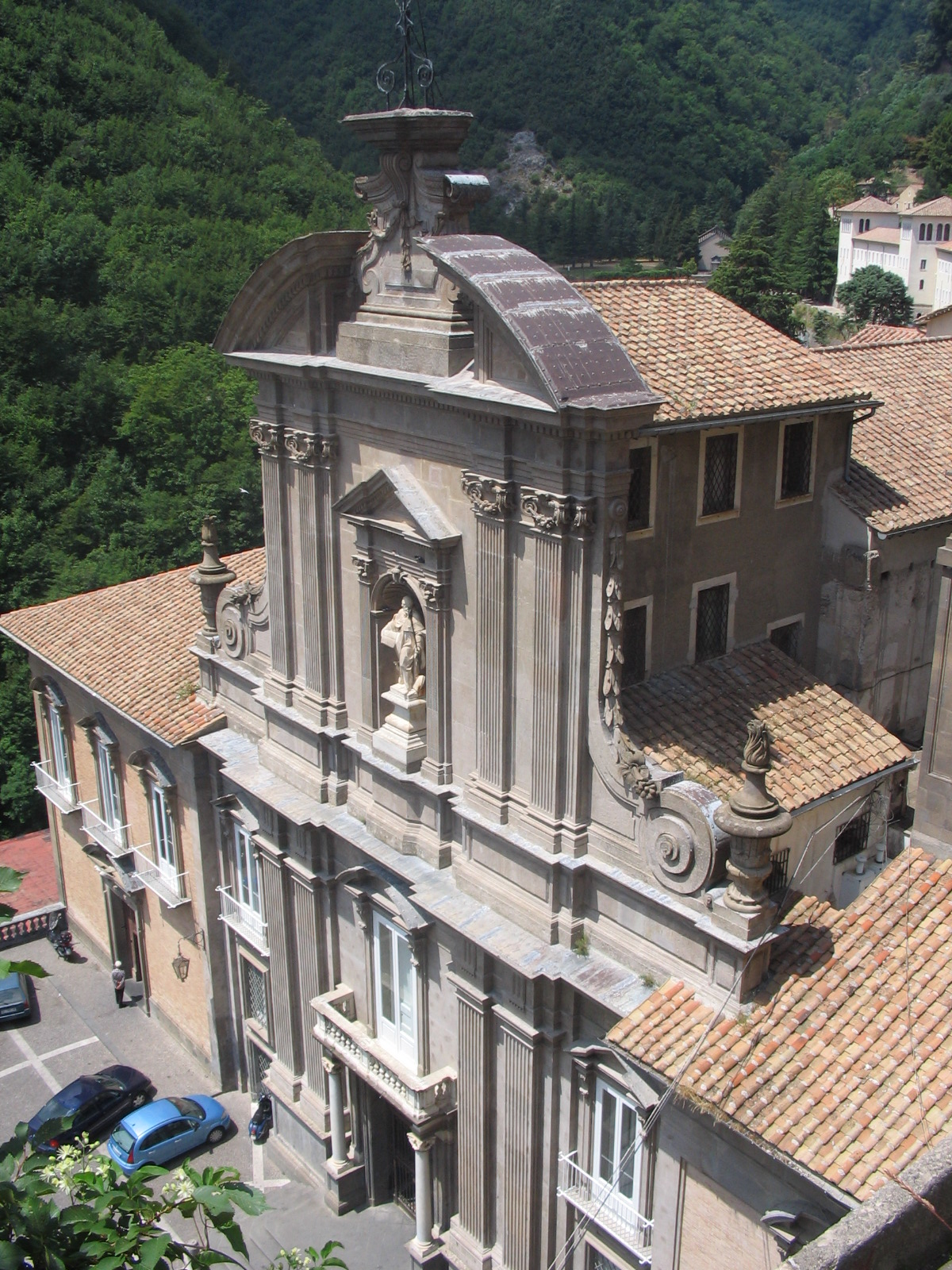
Abadia de Cava.

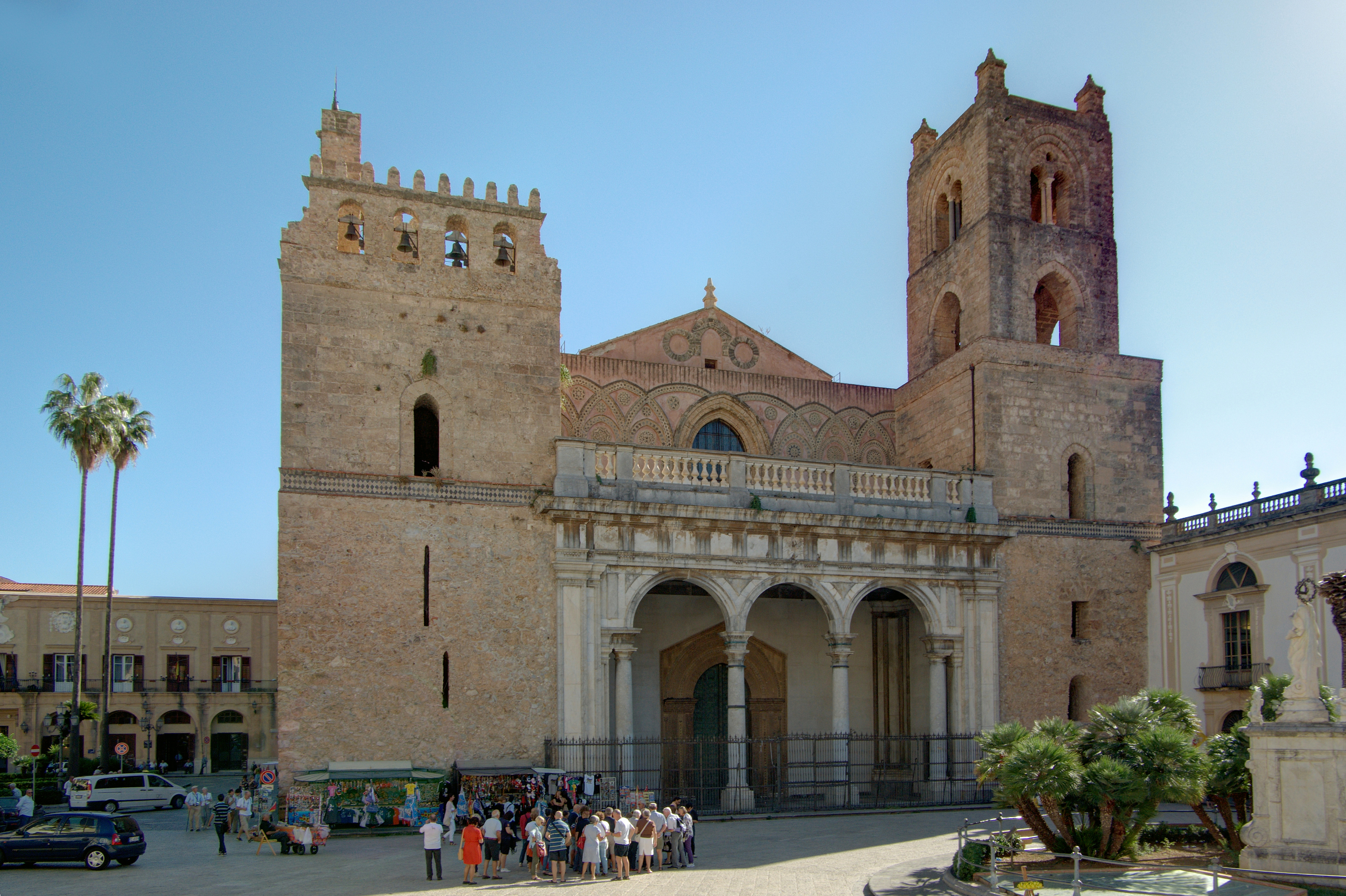
Abadia de Monreale.

Rebé moltes donacions de senyors i molts bisbes convidaven l'orde perquè s'establís als seus territoris. Diversos papes van confirmar els privilegis de l'exempció dels bisbes, de manera que l'abat de Cava de' Tirreni, superior de l'orde, només tenia per sobre seu el Papa. En el moment de màxima expansió, l'orde tenia 77 abadies, cent priorats, vint monestirs, deu obediències i 273 esglésies a Basilicata, Calàbria, Pulla, Campània i Roma. A més, els abats tenien jurisdicció episcopal i temporal sobre un bon nombre de nuclis de població de la regió de Salern. En 1176 s'encarregaren de la llavors fundada abadia de Monreale, cridats per Guillem II de Sicília.
A partir del segle xiv començà la decadència de l'abadia mare i de la congregació en general, deguda a les epidèmies de pesta negra i als conflictes polítics i a la decadència general que es donà als ordes monàstics, per la competència dels mendicants. El 7 d'agost de 1394 Bonifaci IX va conferir a Cava de' Tirreni el títol de ciutat i fent-la diòcesi: el bisbe en viuria a l'abadia, l'església de la qual esdevenia catedral. L'abadia seria governada per un prior, no per un abat, i els monjos formarien el capítol catedralici.
A partir del 1431, quan l'abat Angelotto Fosco fou nomenat cardenal i marxà a Roma, els abats foren comandataris, la qual cosa provocà el declivi de l'abadia i la pèrdua de rigor de la disciplina monàstica. Finalment, per esmenar-ho, l'últim abat comandatari, Oliviero Carafa, va unir l'Abadia de Cava a la Congregació de Santa Justina de Pàdua, de l'Orde de Sant Benet, actual Congregació de Montecassino de l'orde, en 1497.
A partir de llavors, l'abadia té una revifalla en la vida monàstica, espiritual i cultural, que es mantindrà fins a la supressió del monestir en 1866. Restaurada la vida cenobítica en 1878, es manté com a abadia benedictina.